# Калина (Добрицька область)
Кали́на (болг. Калина) — село в Добрицькій області Болгарії. Входить до складу общини Генерал-Тошево.

## Населення
За даними перепису населення 2011 року у селі проживали 66 осіб, з них 63 особи (98,4%) — болгари.
Розподіл населення за віком у 2011 році:
Динаміка населення: